# トレジャリー・マネジメント・システム
トレジャリー・マネジメント・システム (TMS) は、企業の財務オペレーションを自動化するアプリケーションソフトウェア。TMS は、企業がキャッシュフロー、資産、投資などの財務活動を自動的に管理する上で寄与する。
TMSは一般的に財務上のセキュリティを維持し、風評リスクを最小化するために利用される。企業の内部管理のために利用することができ、テクノロジーサプライヤーから購入することもできる。

## 機能
TMSは、支払、資金管理・キャッシュフロー管理、バンキング、会計に関する分析とレポートのためにデータを活用することができる。以下はその機能:
- リアルタイムでの資金管理: 資金管理[6][7]は、可能な限り迅速に利用可能な資金を増やし、不足を減らすことを目指す[6][7][8]。これにより、企業は不必要な支出と起こり得る財務リスクを回避することができる[8]。TMS は資金残高の様々な活用方法を提供し [8]、常時ビジネスで利用する口座へのアクセスを可能とする[9]。利用者は、貯蓄および貸付の残高、取引履歴といった口座の詳細情報を閲覧することができる[9]。

- キャッシュフロー予測: キャッシュフロー予測は、収益、営業支出、利益に関する予測であり[10]、主要業務にあたる[10][11]。TMS は、年間の売上と経費（時間軸を含む）の見込みを予測することができ[11][10]、企業は意思決定の際の判断材料としてこれを活用することができる[11]。

- 支払の照合（リコンサイル）: TMSは支払の内外ソース間の口座取引を照合し、差異をレポートする機能を備える[12][13][14]。照合は自動的に、ビジネスの財務取引が銀行、クレジットカード会社、または他の金融機関[14][12]のものと一致することを確認し、会計担当者による調査と差異分析に用いられる[13]。当該機能には、監査と各拠点での業務プロセスの承認、標準化されたワークフロー、財務文書のレビューのための整理・一元化のための機能が含まれる[13][14]。

- 借入管理: 借入はビジネス上の目標達成に寄与する場合があり[15]、TMS で借入を管理することで、そのコストを最小限に抑えることができる[15]。

- トレードファイナンス（貿易金融）: TMSは、経済的発展のひとつの要因であるトレードファイナンスを管理することができる[16]。これには、設備の貸出、信用状の発行、輸出ファクタリング（請求書または債権に対する資産）、輸出信用および配達保険が含まれる[16][6]。TMSは、トレードファイナンスに関する文書量を削減し [17]、資金を解放（ファクタリングを通じて）し、データを集約する上で寄与する[17]。トレードファイナンスの機能はビジネスに対して、輸出入関連文書、送金、交渉の自動化をビジネスに提供する[17]。

- テクノロジー: TMSは、グローバル化に対応する過程で洗練を重ねてきた[3]。単一のローカル機能を持つ TMS のテクノロジーは、銀行入出金明細、財務評価、貸出管理においてスプレッドシートまたは銀行システムに依存する場合がある[18]。

TMS には、オンプレミス型とクラウド型の2種類が存在する。オンプレミス型のシステムはビジネスの本部が保有するサーバにインストールされ、機能性とセキュリティプロトコルを最大限コントロールすること可能である。クラウド型のシステムは、より経済的かつサービス指向であり、より迅速な展開が可能である。

## トレンド
TMSは、クラウド型システムへの移行と機能向上の傾向を強めている。Software as a Service（SaaS、サブスクリプション型システム）はより迅速なアップグレードを可能にし、更なる人気を博している。クラウド型システムの最重要事項は、データ保護であり、強化されたデータ暗号化、厳格なデータ・セキュリティ法を持つ国に保有するデータベースは、TMSのひとつのトレンドとなっている。市場の一元化もトレンドのひとつで、その機能性を拡充させている。企業におけるクラウド型システムの採用は増加を続けており、その機能性とセキュリティにおける発展を遂げている。